# Виврат
Виврат (словац. Vývrat) — річка в Словаччині, права притока Рудавки, протікає в окрузі Малацки.
Довжина приблизно 9.8-10.8 км. Витік знаходиться в масиві Малі Карпати — частина Пезінські Карпати; схил гори Високий-Райд — на висоті близько 460—465 метрів. Протікає територією села Рогожник.
Впадає в Рудавку на висоті приблизно 195—200 метрів.

## Опис потоку
Спочатку тече на захід, зліва приймає притоку з північно-західного схилу гори Гайдош (650,5 м н.р.м.), утворює дугу на північ і приймає притоку з південно-східних схилів гори Висока (754,3 м н.р.м.). Потім повертає на північний захід, протікає через рекреаційне селище Виврат, приймає притоку справа знизу Бучкової (545,4 м над рівнем моря) і впадає в Борську низовину. Вона протікає через Підкарпатську низовину, приймає коротку притоку зліва, оминає два ставки на правому березі, а потім впадає у Вивратське водосховище. Далі вона продовжує свій рух більш-менш на північ, з правого боку приєднується до короткої притоки з-під Виноградів (272,7 м над рівнем моря) і на захід від села Рогожник впадає на висоті близько 196 м над рівнем моря в річку Рудавку.